# Focus (album)
Focus – pierwszy studyjny album amerykańskiej grupy deathmetalowej Cynic. Wydawnictwo ukazało się 13 czerwca 1993 roku nakładem wytwórni muzycznej Roadrunner Records.
W 2004 roku wytwórnia Roadrunner Records wydała reedycję albumu zawierającą oryginalny materiał z 1993 roku oraz sześć kompozycji dodatkowych, z których trzy ostatnie to kompozycje zespołu Portal, powstałego po rozpadzie Cynic, którego członkami byli Paul Masvidal, Jason Gobel oraz Sean Reinert.

## Opis
Grupa Cynic przez krótki okres swojej działalności wypracowała własny i rozpoznawalny styl, łącząc skomplikowane podziały rytmiczne z energią i żywiołowością muzyki deathmetalowej. Wyraźne wpływy takich gatunków jak fusion a nawet rocka progresywnego, pozwoliły na penetracje rejonów dotąd niedostępnych dla stylistki death metal. Wśród grup muzycznych jako inspiracje przy powstawaniu albumu wymienia się m.in. The Mahavishnu Orchestra, King Crimson oraz Death.
Obecnie istnieje wiele opinii rozpowszechnionych wśród krytyków muzycznych odnośnie do stylu w jakim grupa się porusza, na przestrzeni lat muzykę Cynic nazywano technical death metal, progresywny death metal lub death jazz. Utwory w swej wymowie jednak to kompozycje deathmetalowe w których przesterowane brzmienie gitar przeplata się z wolniejszymi pasażami.
Wokalnie utwory obdarzone są w proste linie melodyczne ułatwiające eksploracje wirtuozerii muzyków występujących na albumie. Wśród rodzajów śpiewu pojawia się zarówno guttural, growl w wykonaniu gościnnie występującego Tonyego Teegardena, poddane syntezie dzięki vocoderowi partie czystego śpiewu Paula Masvidala oraz żeński, którego autorem jest Sonia Otey.
Mimo młodego wieku (w czasie nagrań albumu wszyscy czterej członkowie grupy mieli zaledwie po 23 lata) muzykom zarzucano m.in. epatowanie umiejętnościami technicznymi. Gitarzysta i wokalista Paul Masvidal oraz perkusista Sean Reinert mieli już za sobą występy w grupie Death pioniera death metalu w osobie gitarzysty Chucka Schuldinera. W odniesieniu do możliwości instrumentalistów Masvidala oraz Jasona Gobela porównywani byli do innych duetów tj. do Toma Verlainea i Richarda Lloyda z grupy Television czy duetu Robert Fripp i Adrian Belew z grupy King Crimson. Wspomnianym muzykom nie dorównywali jedynie doświadczeniem scenicznym oraz obyciem z instrumentem, którego poziom i tak uważa się za imponujący.
Podczas realizacji albumu gitarzyści korzystali z gitar Steinbergera, przetworników oraz syntezatorów gitarowych firmy Roland naprzemiennie stosowanych z syntezatorami klawiszowymi. Sean Malone grał natomiast na bezprogowej gitarze basowej firmy Kubicki, co pozwoliło na uzyskanie delikatnego i ciepłego dźwięku, nietypowego dla muzyki heavymetalowej. W kilku partiach utworów Malone gra ponadto na 12 strunowym chapman stick, jego partie basu określa się jako umiejętne uzupełnienie wirtuozerii Reinerta czego nie można odmówić również Maloneowi który raczy słuchacza wysmakowaną partią solową w utworze pt. „Textures”.
Sean Reinert w swych partiach perkusji ściśle realizuje filozofie rytmu, korzystając z wzorców tradycyjnych dla heavy metalu urozmaicając je ciekawostkami typowymi dla jazzu. Reinert stosuje zarówno bębny akustyczne jak i pady elektroniczne. Reinert ponadto zagrał na instrumentach klawiszowych.

## Lista utworów
Opracowano na podstawie materiału źródłowego.
| Nr | Tytuł utworu           | Długość |
| -- | ---------------------- | ------- |
| 1. | „Veil of Maya”         | 5:23    |
| 2. | „Celestial Voyage”     | 3:40    |
| 3. | „The Eagle Nature”     | 3:30    |
| 4. | „Sentiment”            | 4:23    |
| 5. | „I'm But a Wave to...” | 5:30    |
| 6. | „Uroboric Forms”       | 3:32    |
| 7. | „Textures”             | 4:42    |
| 8. | „How Could I?”         | 5:29    |
|    |                        | 36:09   |

| Edycja zremasterowana | Edycja zremasterowana               | Edycja zremasterowana |
| Nr                    | Tytuł utworu                        | Długość               |
| --------------------- | ----------------------------------- | --------------------- |
| 1.                    | „Veil of Maya”                      | 5:23                  |
| 2.                    | „Celestial Voyage”                  | 3:40                  |
| 3.                    | „The Eagle Nature”                  | 3:30                  |
| 4.                    | „Sentiment”                         | 4:23                  |
| 5.                    | „I'm But a Wave to...”              | 5:30                  |
| 6.                    | „Uroboric Forms”                    | 3:32                  |
| 7.                    | „Textures”                          | 4:42                  |
| 8.                    | „How Could I?”                      | 5:29                  |
| 9.                    | „Veil Of Maya” (2004 Remix)         | 5:22                  |
| 10.                   | „I'm But A Wave To...” (2004 Remix) | 5:21                  |
| 11.                   | „How Could I” (2004 Remix)          | 6:20                  |
| 12.                   | „Cosmos”” (Portal)                  | 4:21                  |
| 13.                   | „The Circle's Gone” (Portal)        | 5:20                  |
| 14.                   | „Endless Endeavors” (Portal)        | 9:56                  |
|                       |                                     | 1:12:49               |

## Twórcy
Opracowano na podstawie materiału źródłowego.

- Paul Masvidal – gitara elektryczna, syntezator gitarowy, śpiew
- Jason Gobel – gitara, syntezator gitarowy
- Sean Malone – gitara basowa bezprogowa, chapman stick
- Sean Reinert – perkusja, instrumenty klawiszowe
- Tony Teegarden – gościnnie śpiew
- Sonia Otey – gościnnie śpiew
- Steve Gruden – gościnnie śpiew
- Scott Burns – produkcja muzyczna, miksowanie, inżynieria dźwięku
- Mike Fuller – mastering
- Robert Venosa – okładka, oprawa graficzna
- Monte Conner – A&R